# Zabytki Wielkiej Brytanii
Zabytki Wielkiej Brytanii (ang. Listed building) – budynki, które zostały umieszczone na ustawowej liście budynków o szczególnym znaczeniu architektonicznym lub historycznym. Jest to powszechnie stosowany status, dotyczący około pół miliona budynków.
Zabytkowy obiekt nie może zostać zburzony ani rozbudowany bez zezwolenia władz lokalnych (które zazwyczaj konsultują zmiany z odpowiednią centralną agencją rządową). Prawo zobowiązuje właścicieli tych zabytkowych budynków do przeprowadzania koniecznych napraw, renowacji i utrzymania obiektów, a niedotrzymanie zobowiązań grozi karą. Procedura uznawania obiektów za zabytkowe dopuszcza również usuwanie budynków z listy, jeśli wpis zostanie uznany za błędny.
Większość obiektów znajdujących się w wykazach stanowią budynki, ale na liście znajdują się również mosty, pomniki, rzeźby, pomniki wojenne, a nawet kamienie milowe oraz przejście dla pieszych Abbey Road, kojarzone z zespołem The Beatles. Nieco odmienne systemy funkcjonują w każdym obszarze Zjednoczonego Królestwa, choć podstawowe zasady wpisywania na listę są jednakowe.

## Anglia i Walia

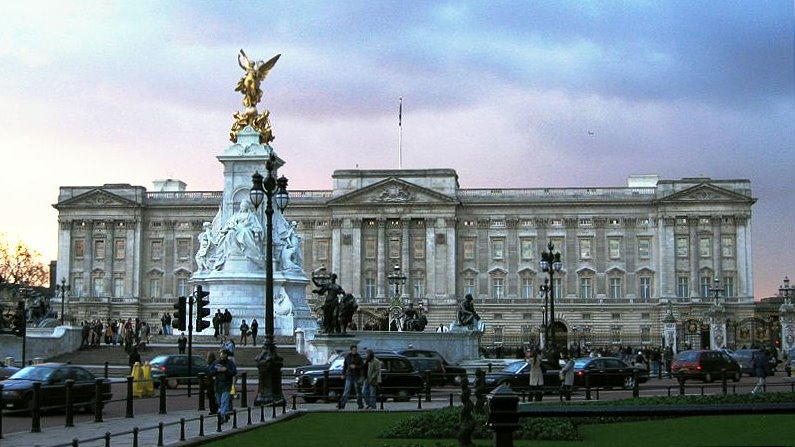
Buckingham Palace, zabytek klasy I

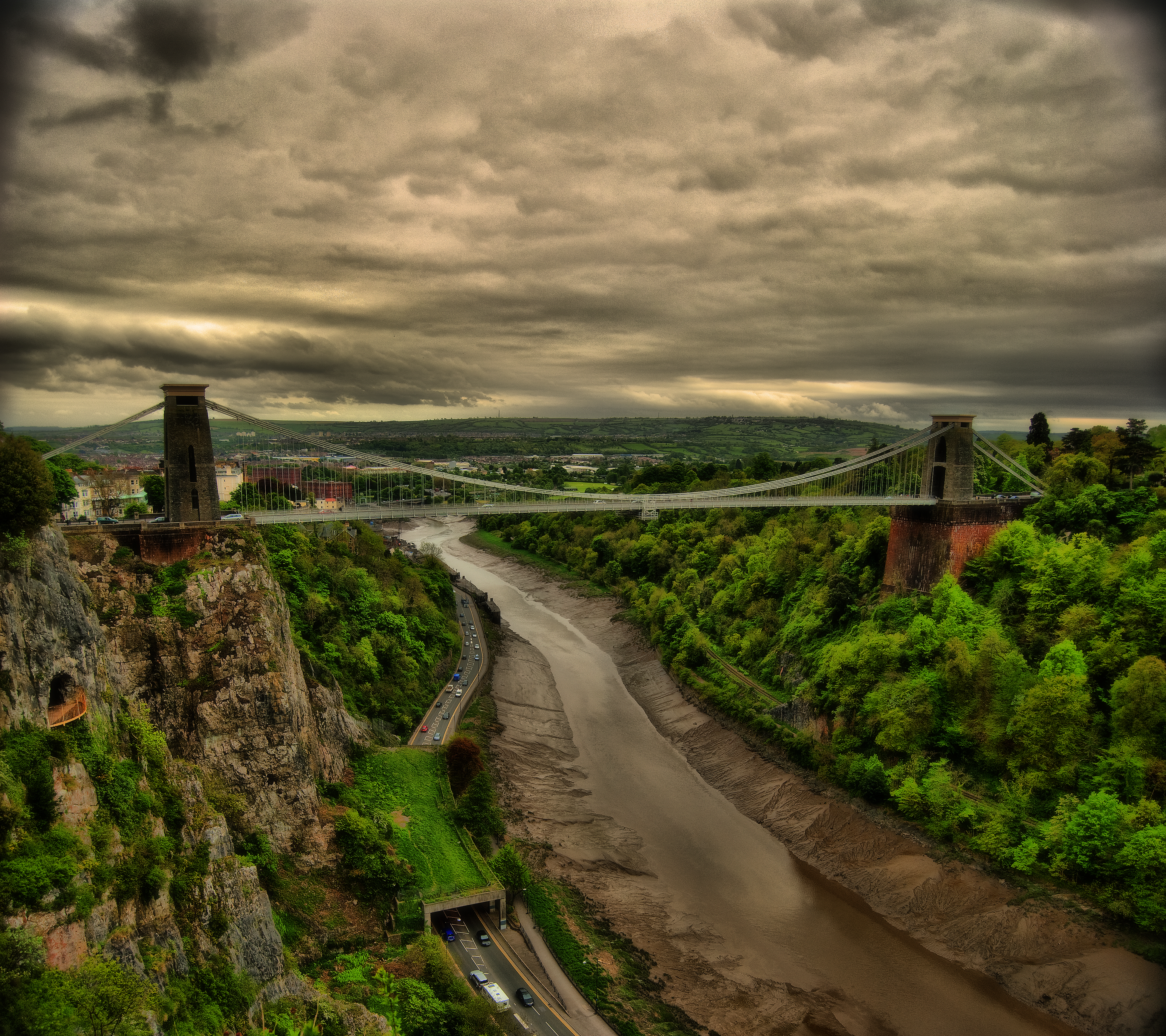
Clifton Suspension Bridge, zabytek klasy I

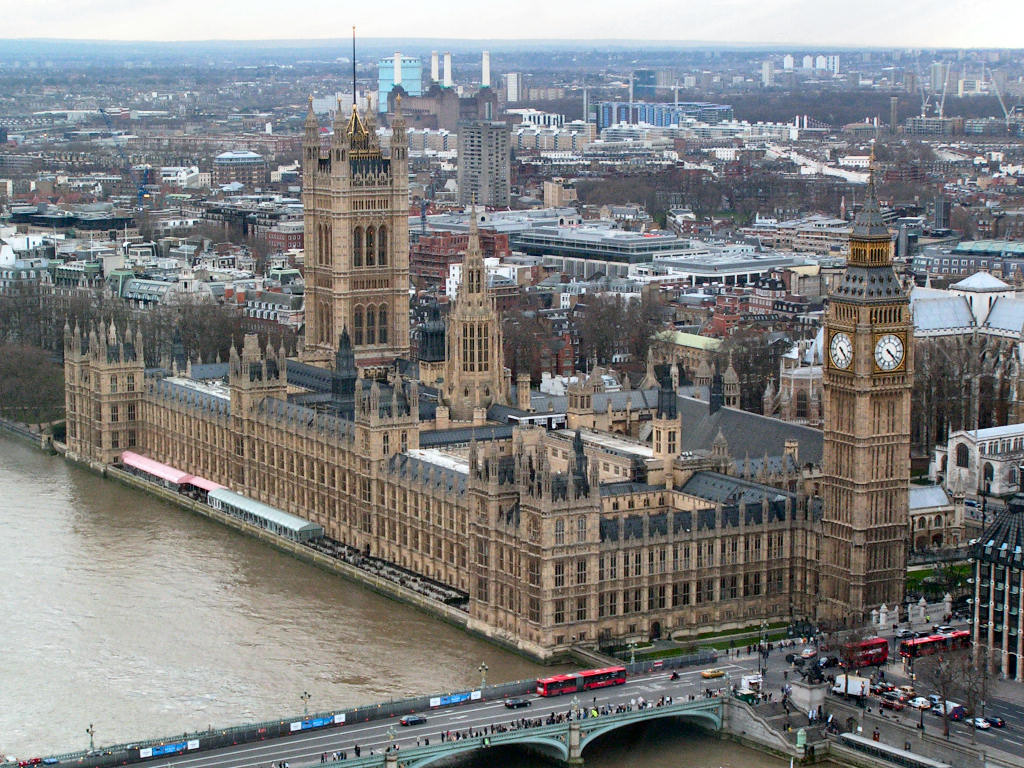
Pałac Westminsterski, zabytek klasy I

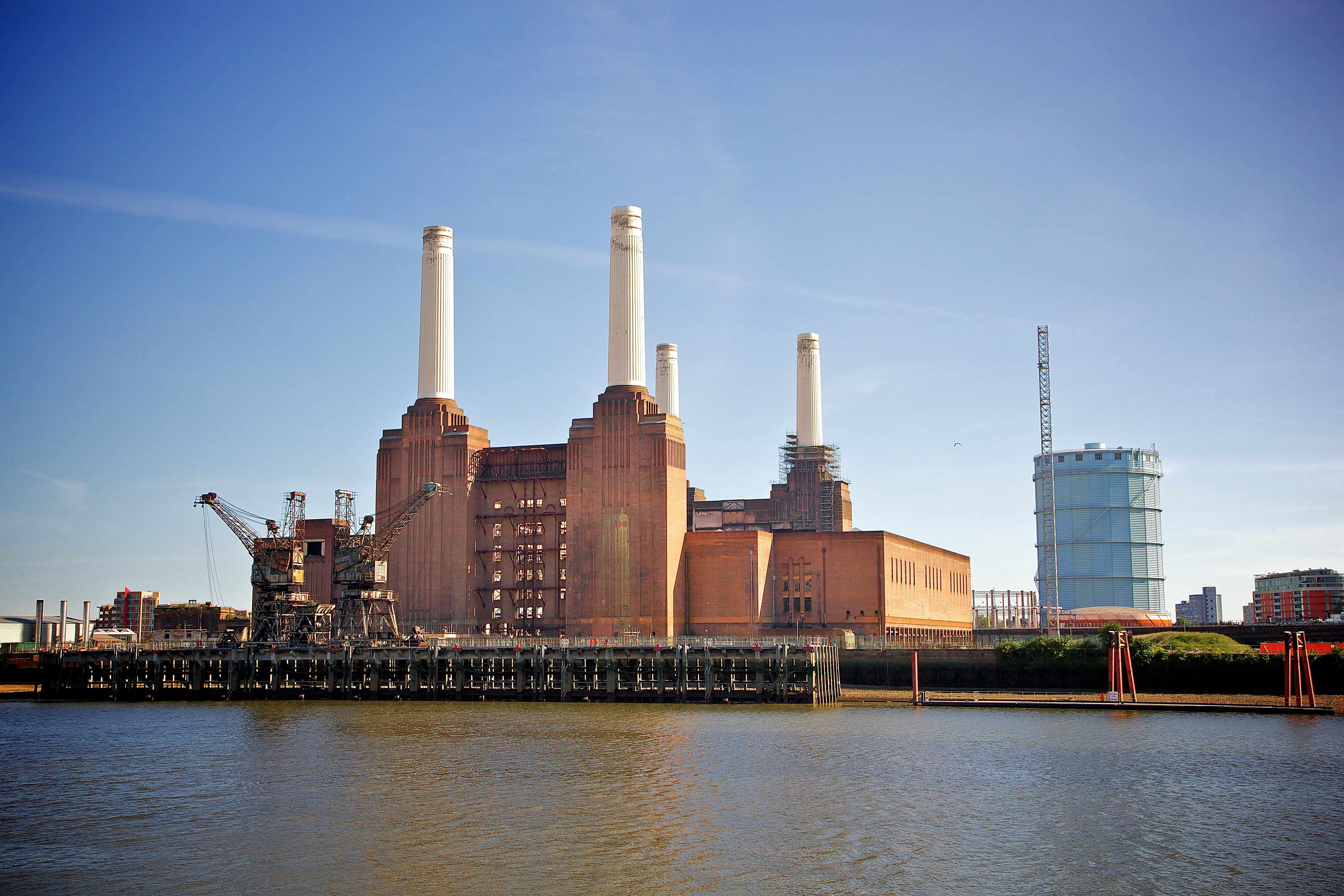
Elektrownia Battersea, zabytek klasy II*

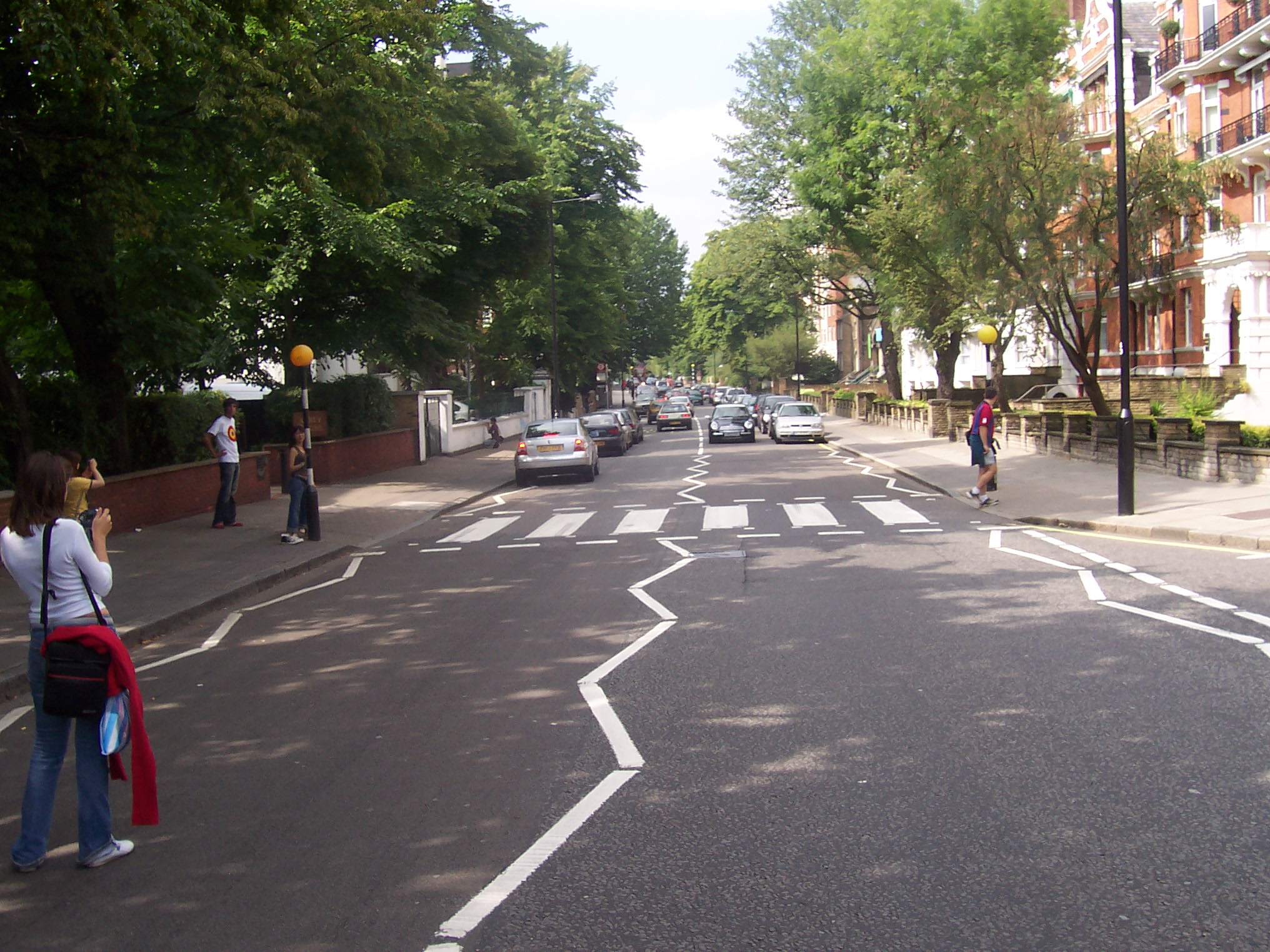
Abbey Road, zabytek klasy II

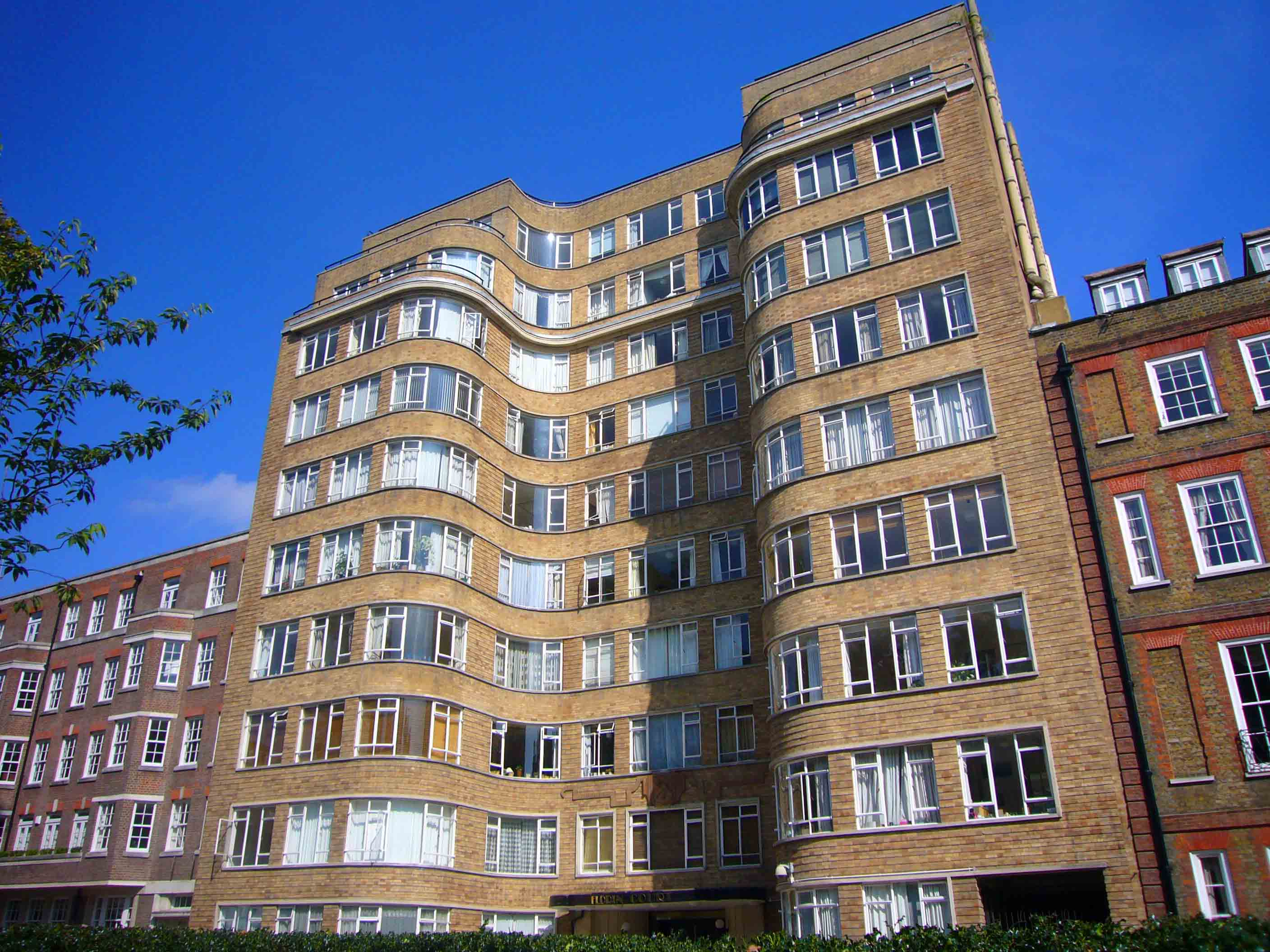
Florin Court, zabytek klasy II

Obecnie w Anglii znajduje się 397 164 obiektów zabytkowych, z czego 2,5% stanowią zabytki klasy I. W Walii znajduje się 30 000 budynków zabytkowych. Agendą rządu brytyjskiego, opiekującą się zabytkami Anglii jest English Heritage.
Wszystkie budynki w Anglii zbudowane przed 1700 rokiem są zabytkami, a także większość tych z lat 1700-1840. Spośród struktur powstałych po drugiej wojnie światowej, tylko te o wyjątkowym znaczeniu zostały wpisane na listę zabytków.

### Kategorie obiektów zabytkowych
Istnieją trzy rodzaje statusów budynków zabytkowych na terenie Anglii i Walii:
- Klasa I
- Klasa II*
- Klasa II

W przeszłości istniała również nieustawowa klasa III, która została zniesiona w 1970 roku.

### Kryteria obiektów zabytkowych
Każda konstrukcja, znajdująca się na liście zabytków, musi spełniać określone kryteria. Kryteria obejmują znaczenie architektoniczne, historyczne lub muszą być blisko związane ze znaczącymi postaciami bądź wydarzeniami historycznymi.
Kryteria obejmują:
- wiek i rzadkość – budynki zbudowane przed 1700 rokiem, które zachowały się w oryginalnym stanie, a także większość tych, zbudowanych w latach 1700-1840;
- zalety estetyczne – wyjątkowy wygląd budynku, w przypadku braku wyróżniających się aspektów wizualnych, wpisane mogą zostać te, które reprezentują szczególny aspekt historii społecznej lub ekonomicznej;
- selektywność – spośród grupy konstrukcji o podobnych walorach, zabytkowe są najbardziej znaczące lub reprezentatywne;
- interes narodowy – bliski związek z osobami i wydarzeniami ważnymi historycznie;
- stan techniczny[5]

### Przykłady zabytków klasy I
- Clifton Suspension Bridge, Bristol[6]
- Pałac Westminsterski, Londyn[7]
- Royal Albert Hall, Londyn[8]
- York Minster, York[9]
- Muzeum Brytyjskie, Londyn[10]
- Katedra w Truro, Truro[11]
- Zamek w Windsorze, Windsor[12]
- Opactwo w Whitby, Whitby[13]
- Zamek w Warwick, Warwick[14]
- Bristol Temple Meads, Bristol[15]
- Dworzec kolejowy w Huddersfield, Huddersfield[16]
- Royal Festival Hall, Londyn[17]
- Birmingham Town Hall, Birmingham[18]

### Przykłady zabytków klasy II*
- Elektrownia Battersea, Londyn[19]
- Coliseum Theatre, Londyn[20]
- Shibden Hall, Shibden[21]
- Broadcasting House, Londyn[22]
- Birmingham Council House, Birmingham[23]
- Iscoyd Park, Wrexham[24]

### Przykłady zabytków klasy II
- Wschodnie trybuny stadionowe na Arsenal Stadium, Londyn[25]
- Birmingham Back to Backs, Birmingham[26]
- Przejście dla pieszych przez Abbey Road, Londyn[27]
- Broomhill Pool, Ipswich[28]
- Duke of York’s Theatre, Londyn[29]

## Irlandia Północna

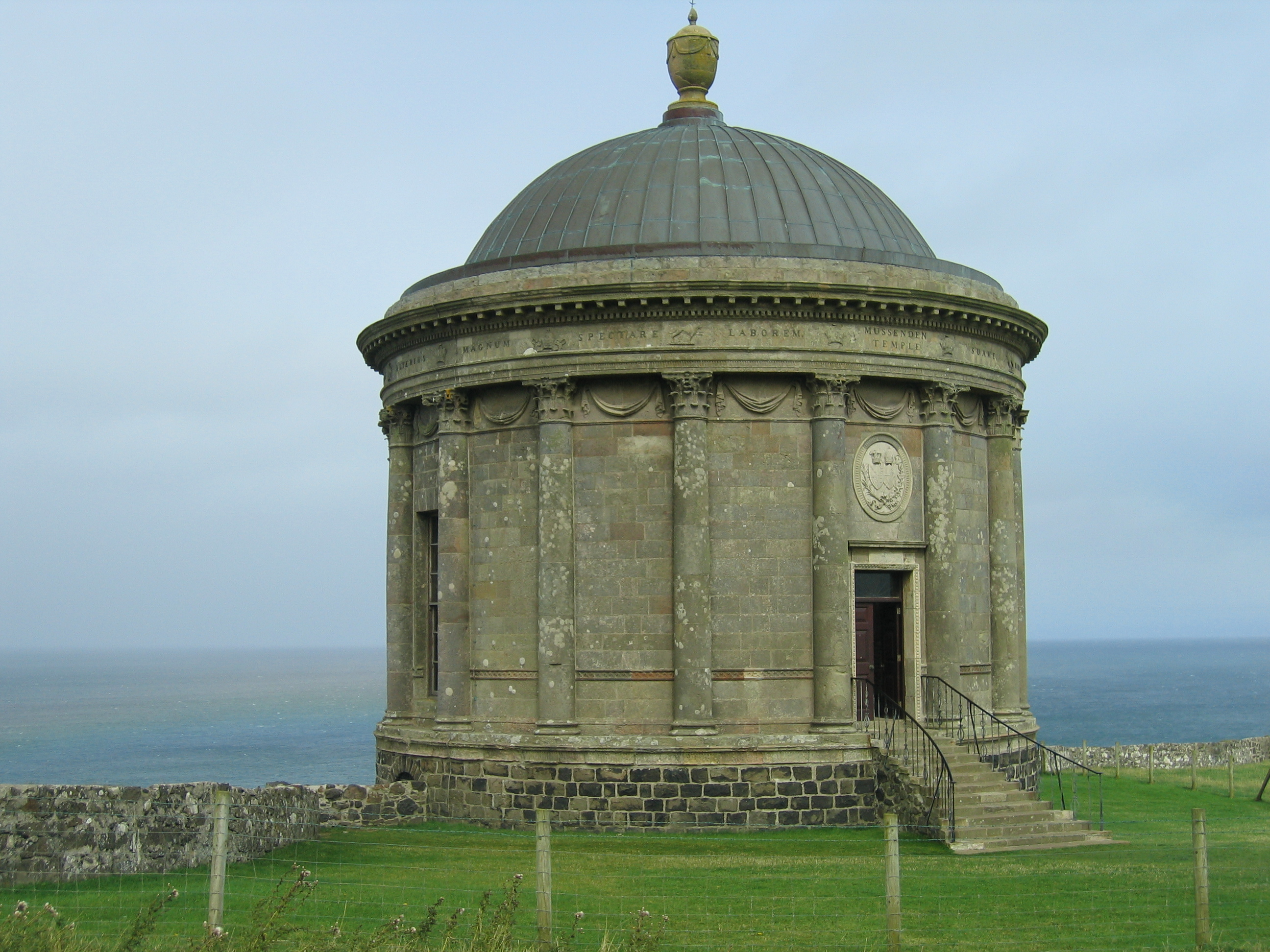
Świątynia Mussenden, zabytek klasy A

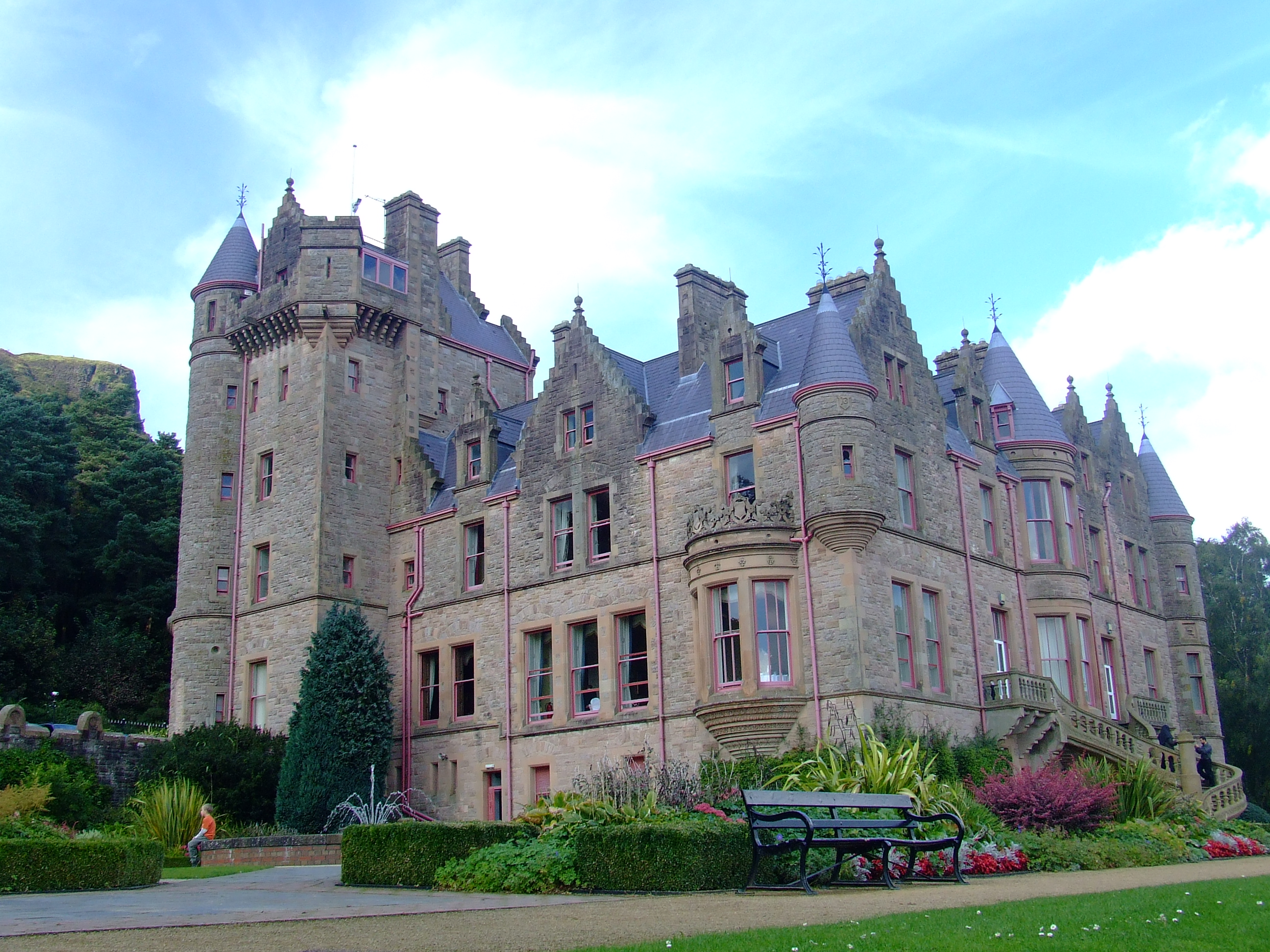
Zamek w Belfaście, zabytek klasy B+

W Irlandii Północnej znajduje się około 8500 budynków zabytkowych, co stanowi 2% ogólnej liczby budynków. Około 200 budynków stanowi klasę A, około 400 klasę B+, a reszta B1 i B2. Instytucją odpowiedzianą za klasyfikację i opiekę nad obiektami zabytkowymi jest Northern Ireland Environment Agency.
Istnieją cztery rodzaje statusów budynków zabytkowych na terenie Irlandii Północnej:
Klasa A
- Świątynia Mussenden, Castlerock
- Katedra św. Piotra, Belfast
- Titanic Memorial, Belfast
- Ulster Museum, Belfast
- Ratusz w Belfaście,
- Brownlow House, Lurgan
- Armagh Observatory, Armagh

Klasa B+
- Albert Memorial Clock, Belfast
- Scrabo Tower, Newtownards
- Zamek w Belfaście, Belfast

Klasa B1
- stacja kolejowa Carrickfergus, Carrickfergus
- Austins of Derry, Londonderry
- stacja kolejowa Lisburn, Lisburn

Klasa B2
- Broadcasting House, Belfast
- Grace Neill’s, Donaghadee
- Knockagh Monument, Greenisland

## Szkocja
W Szkocji znajduje się około 47 400 budynków zabytkowych, z czego 8% (około 3800) sklasyfikowano jako zabytki kategorii A, 51% (około 24 000) stanowi kategorię B, a reszta kategorię C(s).

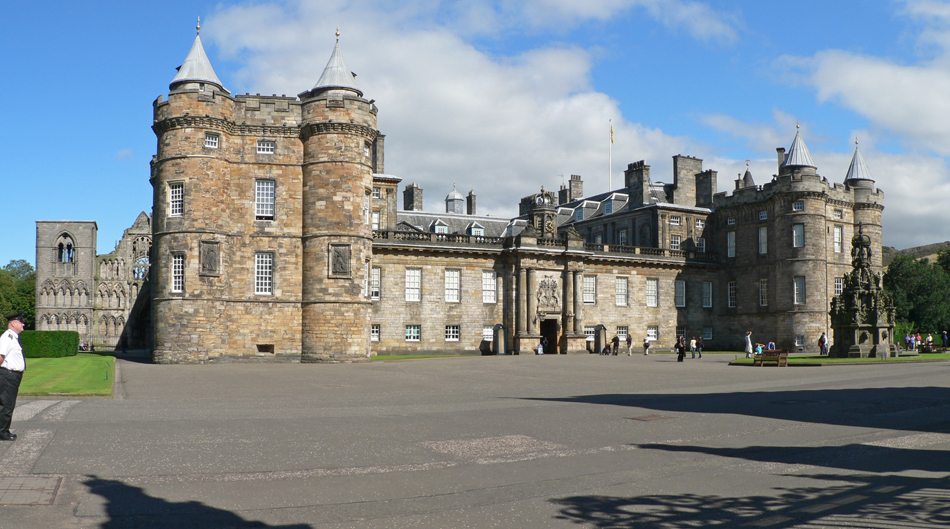
Pałac Holyrood, zabytek kategorii A

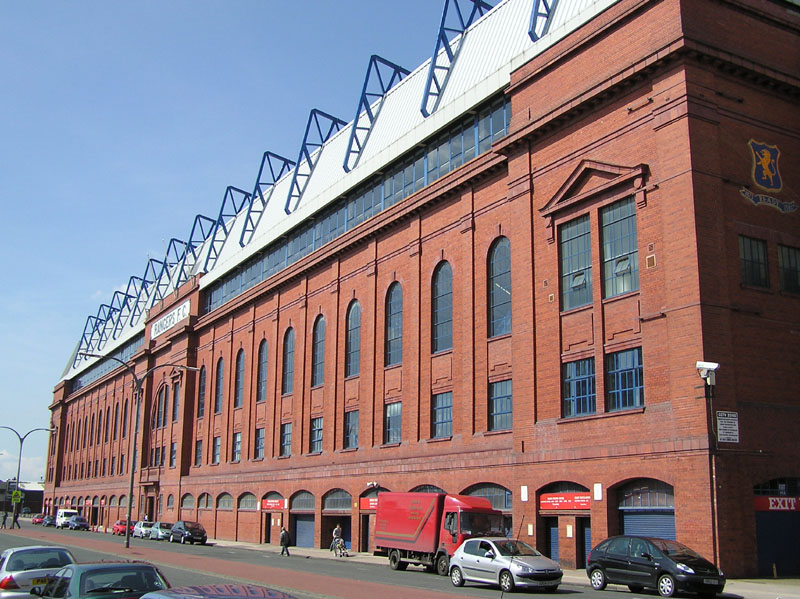
Ibrox Park, zabytek kategorii B

Istnieją trzy rodzaje statusów budynków zabytkowych na terenie Szkocji:
Kategoria A
- Craigellachie Bridge, Moray
- Glasgow City Chambers, Glasgow
- Pałac Holyrood, Edynburg
- Ravelston Garden, Edynburg

Kategoria B
- Harbourmaster’s House, Dysart, Fife
- National War Museum of Scotland, Edynburg
- Sabhal Mòr Ostaig, Isle of Skye
- Ibrox Park, Glasgow

Kategoria C(s)
- St John’s Cathedral, Oban, Argyll
- Belmont Picturehouse, Aberdeen
- Craigend Castle, East Dunbartonshire